# Batalla de Santa Fe
La batalla de Santa Fe ocurrió el 15 de agosto de 1846, durante la Guerra de Intervención Estadounidense.

## Desarrollo
El general de ejército estadounidense Stephen Watts Kearny se había mudado de la Fortaleza Leavenworth en Kansas con aproximadamente 1700 hombres en el Ejército del Oeste. Su objetivo era hasta marzo rodear a campo traviesa en California. Él primero encontró fuerzas mexicanas en agosto en Santa Fe, la capital de la entonces provincia mexicana de Nuevo México en agosto.

## Ocupación
Forzaron al gobernador Manuel Armijo a escapar la ciudad sin la necesidad de llegar a las hostilidades, y fue ocupado por Kearny.

## Secuelas
En Santa Fe, Kearny envió al Coronel Alexander Doniphan más allá al sur en México. Kearny se hizo el gobernador militar del territorio de Nuevo México el 18 de agosto y estableció un gobierno allí antes de que él tomara el resto de su ejército y siguiera adelante a California.
- Datos: Q5037059